# 在日朝鲜民主青年同盟
在日朝鲜民主青年同盟（ 재일조선민주청년동맹 ）是1947年由在日朝鲜人成立的青年组织。缩写是“民青（ 민청 ）”。在1949年解散后，日本朝鲜民主爱国青年同盟（民爱青）在日本成立，现在它作为一个名为在日朝鲜青年同盟（朝青）的组织继续开展活动。

## 概述

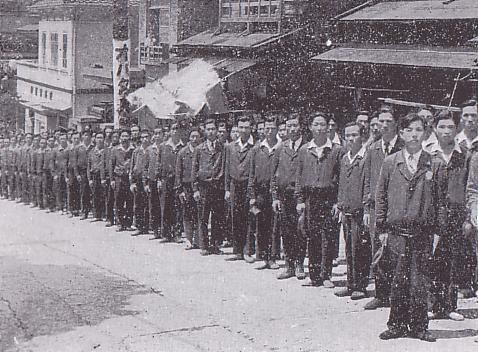
在日朝鲜人同盟的自治队

第二次世界大战结束后，朝鲜人认为自己是“解放民族”，不需要以“战败国”或“四等国”的身份屈从于日本警察当局。最初，警方因为刑事管辖权不明确而无法打击朝鲜人，朝鲜人自己则以管理同胞为名组织了一支名为“自治队”的私人警察（他们还称自己为“安全部队”、“自卫队”）。然而，这非但没有打击同胞的非法活动，反而带头支持他们，非法关押他们。
驻日盟军总司令当局不能袖手旁观，于1946年2月发布了“关于行使刑事管辖权”的备忘录，命令在日本的朝鲜人服从日本的刑事管辖。然而，由于这些人毫无悔意，4月，“自治团”被下令解散。
日本朝鲜人联盟（朝联）决定成立一个新的共产主义青年组织，以取代现有的“自治团”，并于1947年3月6日成立了“在日朝鲜民主青年同盟”。总部设在被朝联非法占领的前朝鲜总督府东京办公室。
1949年9月8日民青与朝联一起根据《团体管理令等》解散。